# Piana di Gioia Tauro
La piana di Scroforio, localmente A Chjiana, è una pianura alluvionale della Calabria, che confina ad ovest con il Mar Tirreno (golfo di Gioia Tauro), a nord con il Monte Poro, ad est con il Dossone della Melia e a sud con il Monte Sant'Elia di Palmi. È per estensione, dopo la Piana di Sibari, la seconda delle tre pianure calabresi con 150 705 abitanti. I fiumi più importanti sono il Petrace e il Mesima.
Il territorio è prevalentemente coltivato ad ulivi ed agrumi e molte delle attività svolte dalla popolazione sono connesse con l'agricoltura (specie l'estrazione dell'olio di oliva, la trasformazione dei prodotti agrumari e oleari).

## Origini del nome
(Giorgio Bocca, L'inferno, p. 25, 1992, Arnoldo Mondadori Editore, Milano, ISBN 88-04-36274-X.)
La Piana veniva indicata da romani e bizantini come Vallis Salinarum (probabilmente a causa di acquitrini salmastri all'epoca esistenti sulla costa e alla foce dei fiumi), tale nome fu usato fino al medioevo. In seguito fu denominata Planities Sancti Martini (Piana di San Martino), ad esempio in una provvisione di Re Carlo II, del 1305, si trova: quod habet in Planitie Sancti Martini et Sancti Giorgii, traduzione: “che è (situata) nella Piana di San Martino e San Giorgio”.

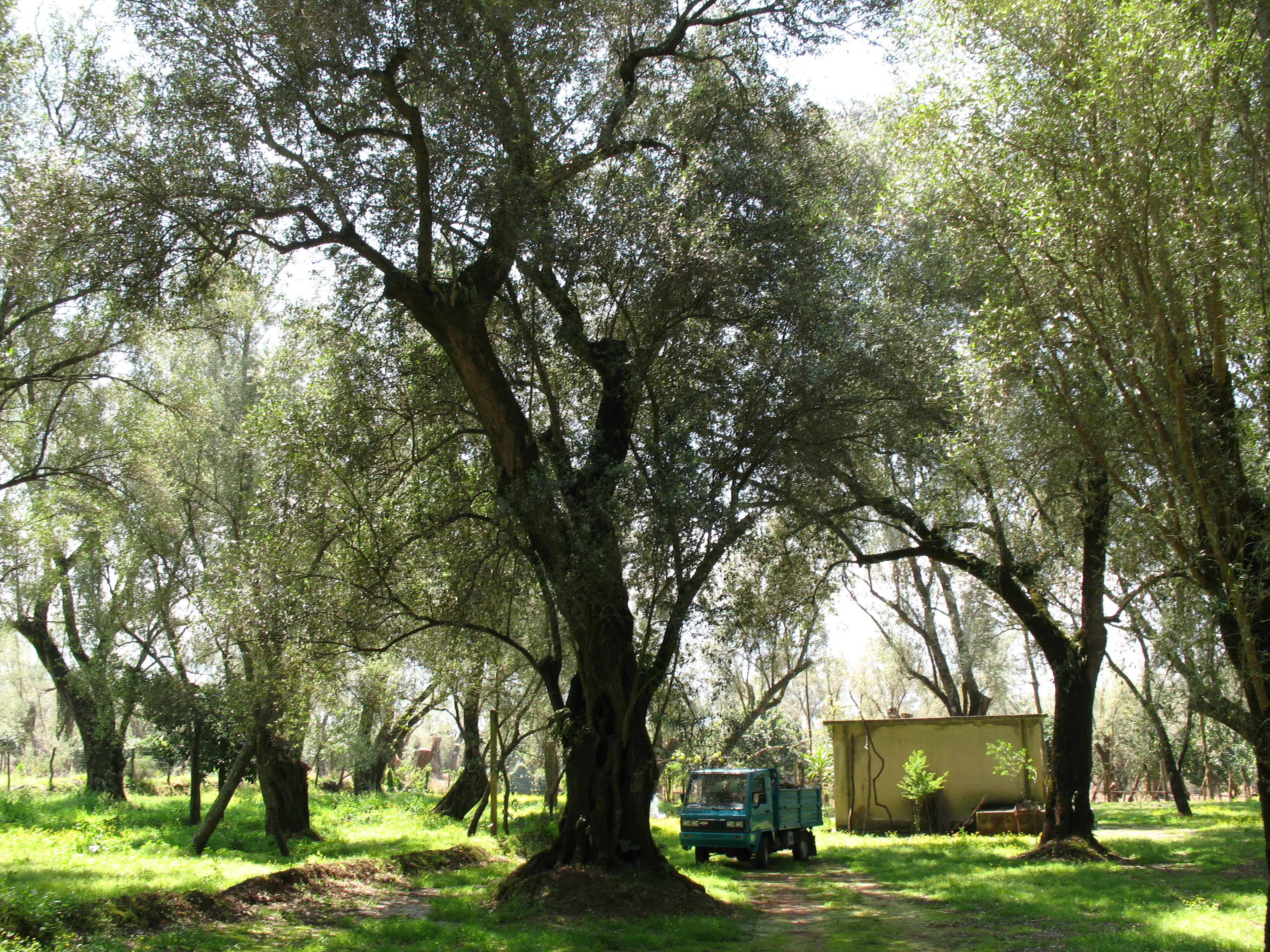
Ulivi secolari nella Piana

Nel 1500, all'incirca, prese il nome di Piana di Terranova, infatti Terranova all'epoca era il centro più noto; nell'opera di Leandro Alberti Descrittione di tutta Italia del 1567 viene invece riportata come «una molto larga e lunga pianura di San Giovanni quasi tutta inculta e piena di cespugli e boschi»; il fatto che essa si presentasse così è confermato anche dal Barrio nel suo De antiquitate et situ Calabriae.
Nel 1600, essendo diventato Seminara il centro feudale più importante della Calabria meridionale tirrenica, il territorio ne prese di conseguenza il nome (Piana di Seminara) mentre gli studiosi che la visitarono a causa del terremoto del 1783 la indicarono come piana di Calabria o, più raramente, come Piana di Monteleone, ambedue questi termini rimasero limitati all'ambito letterario ed intellettuale.
Con il decadere di Seminara, l'area fu successivamente indicata come Piana di Palmi, come si può leggere negli scritti dei geografi del '700 e dell'800, questo anche grazie al fatto che nel 1816 la città fu elevata a capoluogo di circondario. Durante il XIX secolo, accanto a tale denominazione, ebbe diffusione anche il toponimo di Piana di Gioia Tauro, dal nome dell'attivo centro in cui si commerciava l'olio d'oliva prodotto nella zona; attualmente quello maggiormente usato. Alcuni autori hanno anche utilizzato in passato altre denominazioni quali Piana di Rizziconi o Piana di Cittanova ma tali termini s'intendono in genere riferiti ai rispettivi territori comunali. Diffuso anche il toponimo Piana di Rosarno, luogo in cui si trova il Consorzio di Bonifica Tirreno Reggino.
A partire dal XX secolo, la denominazione Piana di Gioia Tauro si è progressivamente affermata come la più comune, in virtù della posizione centrale del comune omonimo e del suo crescente rilievo nello sviluppo economico, infrastrutturale e logistico.

## Storia
Nella "Vallis Salinarum" nacquero personaggi illustri (a cominciare dai Frati Angelo e Francesco da San Martino) e si celebrarono il matrimonio nel 1062 di Giuditta d'Evreux e Ruggero il Normanno e il solenne Parlamento del 1283. Entrambi gli eventi si verificarono nel Castello di S. Martino (castrum Sancti Martini).
Dal punto di vista storico la Piana è stata interessata in passato da varie vicende, che hanno dato una svolta alla vita di molti centri creando i presupposti per la nascita di nuovi nuclei abitati. Come tutto il territorio reggino, anche la Piana è stata segnata in particolare da due terremoti che hanno avuto una notevole influenza sulla sua storia urbanistica: quello del 1783 che ha letteralmente sconvolto il territorio obbligando la popolazione a riedificare molti centri abitati, e quello del 1908 che ha provocato danni notevoli in molti paesi.
Negli recenti anni è stato più volte discusso un progetto volto all’unificazione amministrativa dei 33 comuni della Piana di Gioia Tauro, formalmente avviato a partire dal 2019. Il progetto prevede la costituzione di un unico ente locale denominato “Città della Piana di Gioia Tauro”, detta anche “Mediterranea”. L'iniziativa nasce con l’obiettivo di razionalizzare la gestione amministrativa e favorire lo sviluppo economico e sociale dell’area.

## Comuni della Piana di Gioia Tauro
| #  | Comune                      | Abitanti |
| -- | --------------------------- | -------- |
| 1  | Gioia Tauro                 | 19 268   |
| 2  | Palmi                       | 18 102   |
| 3  | Taurianova                  | 14 781   |
| 4  | Rosarno                     | 14 370   |
| 5  | Polistena                   | 9 899    |
| 6  | Cittanova                   | 9 699    |
| 7  | Rizziconi                   | 7 685    |
| 8  | Cinquefrondi                | 6 227    |
| 9  | Oppido Mamertina            | 4 740    |
| 10 | Laureana di Borrello        | 4 598    |
| 11 | Melicucco                   | 4 862    |
| 12 | San Ferdinando              | 4.250    |
| 13 | Sant'Eufemia d'Aspromonte   | 3 688    |
| 14 | Delianuova                  | 3 052    |
| 15 | San Giorgio Morgeto         | 2 937    |
| 16 | Seminara                    | 2 452    |
| 17 | Molochio                    | 2 198    |
| 18 | Anoia                       | 2 024    |
| 19 | Varapodio                   | 2 006    |
| 20 | Sinopoli                    | 1 871    |
| 21 | Giffone                     | 1 596    |
| 22 | Feroleto della Chiesa       | 1 515    |
| 23 | Galatro                     | 1 428    |
| 24 | Maropati                    | 1 317    |
| 25 | San Pietro di Caridà        | 965      |
| 26 | Scido                       | 790      |
| 27 | Melicuccà                   | 808      |
| 28 | Santa Cristina d'Aspromonte | 739      |
| 29 | Cosoleto                    | 753      |
| 30 | Serrata                     | 785      |
| 31 | San Procopio                | 478      |
| 32 | Terranova Sappo Minulio     | 432      |
| 33 | Candidoni                   | 417      |
|    | TOTALE                      | 150 705  |

## Ospedali
- Ospedale Giovanni XXIII Gioia Tauro
- Ospedale Santa Maria degli Ungheresi di Polistena
- Ospedale civile Francesco Pentimalli Palmi
- Ospedale Maria Pia di Savoia Oppido Mamertina

## Istituzioni
La Piana di Gioia Tauro amministrativamente rientra nel territorio della città metropolitana di Reggio Calabria e al tempo del Regno d'Italia, formava un circondario di decentramento denominato Circondario di Palmi (ove qui era la sede), fino al 2008 indicato come Circondario della Piana. Era uno dei tre circondari di decentramento amministrativo in cui è stata ripartita - dal novembre 1998 - la provincia; gli altri sono il circondario di Reggio (una volta Circondario dello Stretto, soppresso nel 2008), e il circondario di Locri (precedentemente della Locride)..

## Tradizioni e folclore

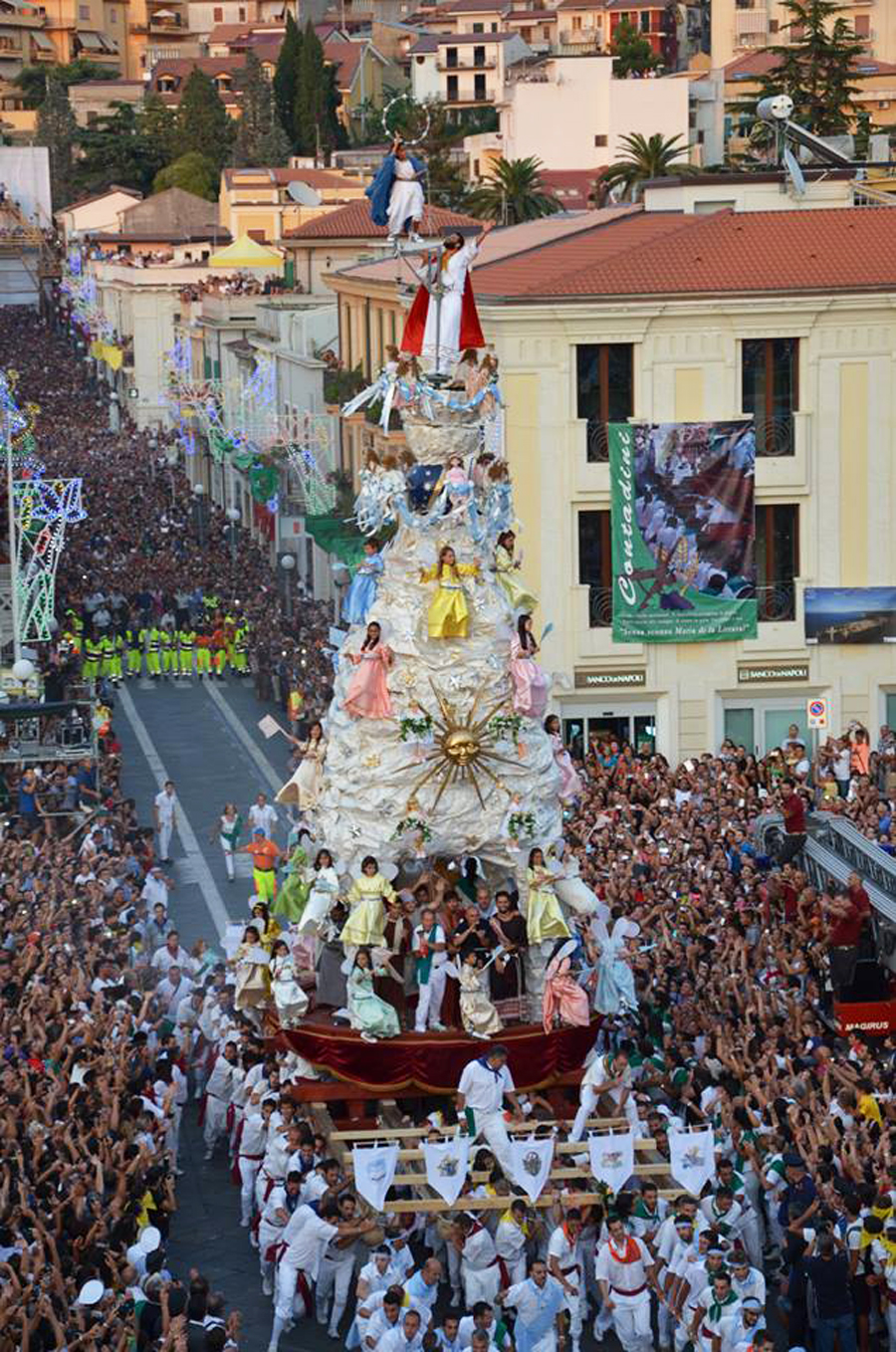
Varia di Palmi del 2013

La Varia di Palmi è una festa popolare che si svolge a Palmi in onore di Maria Santissima della Sacra Lettera, patrona e protettrice della città di Palmi, l'ultima domenica di agosto con cadenza pluriennale. L'evento è la festa principale della regione, nel 2014 ritenuta "festa della Calabria", e rientra nella Rete delle grandi macchine a spalla italiane, dal 2013 inserita nel Patrimonio orale e immateriale dell'umanità dell'UNESCO.

## Infrastrutture e trasporti

### Strade
- Autostrada del Mediterraneo (Salerno-Reggio Calabria), con le uscite di Rosarno, Palmi, Gioia Tauro e Seminara (denominata di Bagnara Calabra)
- SGC Jonio-Tirreno (Gioiosa Ionica-Rosarno), con le uscite di Rosarno, Melicucco, Polistena, Cinquefrondi e Limina
- SP1 (ex ) (Gioia Tauro-Locri), attraversa Taurianova e Cittanova
- SP5 (ex ) (Rosarno-Marina di Gioiosa Ionica), attraversa Cinquefrondi, Polistena e Melicucco
- SP32 (Palmi-Taurianova), attraversa Gioia Tauro, Seminara e Rizziconi

### Ferrovie
- Ferrovia Tirrenica Meridionale, da Reggio Calabria verso il nord (Salerno) con le stazioni di Palmi, Gioia Tauro e Rosarno
- Ferrovie della Calabria
  - Gioia Tauro–Cinquefrondi ("esercizio sospeso")
  - Gioia Tauro–Palmi ("esercizio sospeso")

### Porti
- Porto di Gioia Tauro, il più grande scalo commerciale del Mediterraneo, il decimo porto più grande d'Europa, ed il più grande in Italia.[N1]
- Porto di Taureana, scalo turistico e peschereccio della Costa Viola, sorge sul litorale del Lido di Palmi in località Tonnara[11].